# Malaimagen
Guillermo Galindo (Santiago, 1 de mayo de 1981), conocido por su nombre artístico de Malaimagen, es un dibujante, humorista gráfico y músico chileno. Ganador del Premio Literario 2020 (Narrativa Gráfica) por su libro Colusión.

## Biografía
Desde niño quiso ser dibujante de historietas y "cuando chico lo único que hacía era dibujar". Muy temprano comenzó a inventar personajes; el primero fue un loro que se llamaba Hugo al que "hacía cambiar de caracterización, o sea, había un loro astronauta, un loro ninja". Después, empezó a crear parodias de películas que le gustaban: de Los Supercampeones, de Las tortugas Ninja, de Indiana Jones… Analizando esa inclinación suya, diría años más tarde: "Como que me gustaba eso de darle una vuelta a eso que ya existía, como hacer algo humorístico de algo que tenía otra intención. Quizás como no era bueno inventando personajes desde cero, inventaba un formato que ya existía, pero en mi estilo".
Malaimagen sostiene que cuando empezó a dibujar de forma más seria, se nutrió "mucho de la música y de las letras de los grupos" y piensa que esa ha sido su mayor influencia, "porque el humor negro y el sarcasmo" lo aprendió "del punk rock", cuando escuchaba a Los Violadores, La Polla Records, Los Prisioneros. "Hablaban de cosas que yo entendía por primera vez, a diferencia de antes, que trataba de escuchar Metallica, La Ley o Los Tres, los grupos que sonaban mucho en los noventas, y yo no entendía las letras, en cambio cuando empecé a escuchar punk, eran canciones que hablaban de cosas cotidianas, aterrizadas y entendibles. Ahí había mucho sarcasmo, humor negro, crítica. Todo eso fue para mí una forma de entender cómo poder abordar las temáticas. Creo que eso lo integré mucho en los dibujos", ha explicado.
Como músico, es guitarrista y vocalista de Punkora, grupo punk que del 2000 al 2015 había sacado 9 discos.
Malaimagen estudió diseño gráfico en la Universidad Tecnológica Metropolitana
(UTEM) y comenzó su carrera como dibujante en 2007, en su blog, y al año siguiente sacó una tira cómica en la revista Cáñamo, llamada Marihuana Man. Los primeros dibujos que publicó no eran políticos —de hecho, su primeros 4 libros fueron de humor absurdo—, pero fue introduciendo de a poco sus inquietudes sociales en su obra y, según afirma, lo hizo "de una manera fortuita", gracias al presidente de Chile de entonces, Sebastián Piñera, que le daba siempre temas. "Piñera como que se robaba la película porque era tan pintamonos que todo los días se mandaba un chascarro nuevo y yo hacía un dibujo, entonces de a poco me fui metiendo en el tema y después cuando me puse a hacer las parodias de Tolerancia cero, ahí ya estaba de cabeza en el humor gráfico político", relató en 2015 en un encuentro en la Casa de la Cultura de Iquique.
La fama la adquirió precisamente con sus viñetas sobre Tolerancia cero, que fue blanco de su ironía durante varios años. Las viñetas aparecían en el semanario de izquierda The Clinic y con las parodias de 100 capítulos del desaparecido programa televisivo realizados entre 2011 y 2013 sacó un libro, Sin tolerencia, que marcó su paso al grupo editorial Penguin Radom House. Con anterioridad había publicado cinco libros y para 2016 había lanzado, incluyendo el citado, otros cuatro, todos de humor político, con esta casa editora. Antes de llegar a The Clinic, donde apareció en 2010, había colaborado asimismo en las revistas El Fracaso, de Valparaíso y Bello Público, órgano mensual oficial de la Federación de Estudiantes de la Universidad de Chile.
Realizó un videoclip animado para la canción Todo lo sólido se desvanece en el aire de Anita Tijoux en 2014, año en el que transcurrió asimismo la exposición Usted no está solo con obras suyas y del dibujante Guillo, uno de los referentes del humor gráfico político de Chile. La misma galería PLOP! donde se realizó la muestra (16.08-15.10) le reeditó ese año sus 4 primeros libros.
Sobre su trabajo, Malaimagen ha explicado que trata de utilizar el humor gráfico como "una tribuna de expresión" donde pueda "comunicar" además de desahogarse y entretenerse. "Dibujo porque me gusta pero estoy ocupando este espacio para opinar de cosas del día a día", señaló en 2016 con ocasión de la salida de su libro Malditos humanos, agregando que busca poner "énfasis en las contradicciones, en el absurdo, en las cosas que están funcionando mal".
En 2019 lanza su primera novela gráfica, titulada Colusión. En ella relata la aparición de un virus que conmociona a la ciudadanía y, a un gobierno con predilección por las farmacéuticas, incluyendo temas como la inmigración, los avances del fascismo y el nacionalismo o el fanatismo religioso. La obra resultó ganadora en los Premios Literarios 2020 —entregados por el Ministerio de las Culturas, las Artes y el Patrimonio de Chile— en la categoría «Narrativa Gráfica». A los premios postularon más de 2000 obras en sus siete categorías.

## Obras

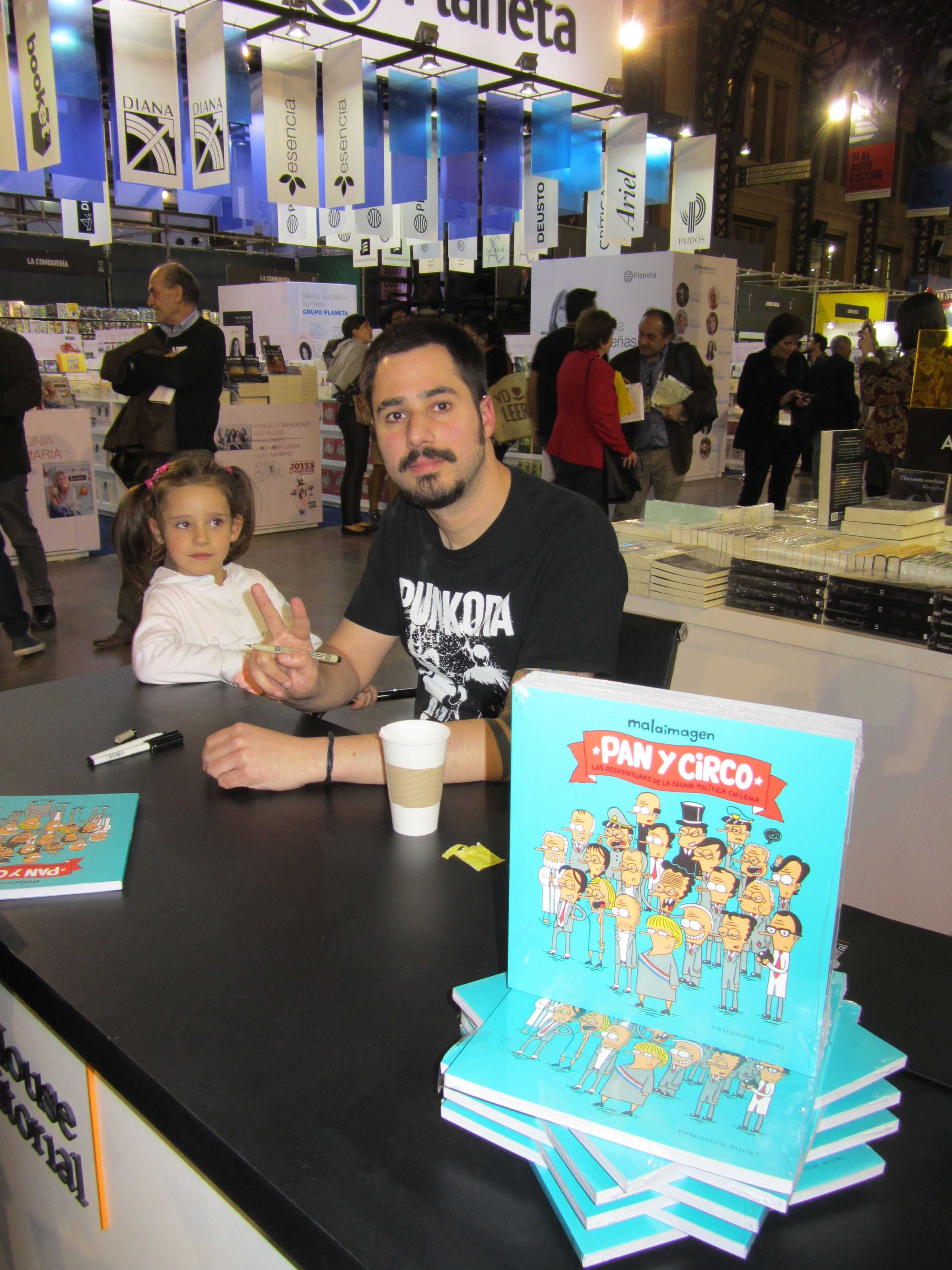
Malaimagen en la FILSA 2015

| Año  | Título               | Editorial       | Observaciones                                                               |
| ---- | -------------------- | --------------- | --------------------------------------------------------------------------- |
| 2009 | La cuenta por favor  | Autoedición     | Viñetas realizadas entre agosto de 2007 y marzo de 2009.                    |
| 2010 | Abajo las manos      | Autoedición     | Viñetas realizadas entre 2009 y 2010.                                       |
| 2011 | Voy saliendo         | Autoedición     |                                                                             |
| 2012 | Pase usted           | Autoedición     | Viñetas realizadas entre 2010 y 2012, más algunas inéditas.                 |
| 2012 | 5 segundos           | Autoedición     | Microcuentos ilustrados, junto con Carolina Cádiz.                          |
| 2013 | Sin tolerancia       | Reservoir Books | Recopila 100 capítulos de cómics inspirados en el programa Tolerancia cero. |
| 2014 | Pan y circo          | Reservoir Books |                                                                             |
| 2016 | Boleta o factura     | Reservoir Books | Viñetas inspiradas en los casos Penta, Caval y Soquimich.                   |
| 2016 | Malditos humanos     | Reservoir Books |                                                                             |
| 2017 | Dedocracia           | Reservoir Books |                                                                             |
| 2018 | Sin tolerancia 2     | Reservoir Books |                                                                             |
| 2019 | Colusión             | Reservoir Books | Novela gráfica. Premio Literario 2020 (Narrativa Gráfica)                   |
| 2020 | Esto no prendió      | Reservoir Books |                                                                             |
| 2021 | Nueva normalidad     | Reservoir Books | Viñetas realizadas entre 2018 y 2021.                                       |
| 2022 | Basta de caricaturas | Reservoir Books |                                                                             |
| 2023 | Merluzos             | Reservoir Books |                                                                             |